# Ikano Bank
Ikano Bank est une banque Internet créée en 1995 par Ingvar Kamprad, le fondateur d'Ikea.
La banque a commencé avec une seule succursale à Älmhult, en Suède. Après une fusion en 2009 avec d'autres entités du groupe Ikano, la banque a établi des filiales en Lund, Sundbyberg (près de Stockholm), Oslo et Glostrup (près de Copenhague). Ikano Bank exerce également ses activités en Finlande, en Allemagne, en Russie, en Autriche, en Pologne et au Royaume-Uni par des sociétés distinctes.
Ikano Bank offre des prêts, des comptes d'épargne et des solutions d'affaires comme le financement de ventes à la grande distribution. Ses clients incluent Ikea, Stadium, Volkswagen, Audi, Lindex, Hemtex et Fritidsresor.
Ikano Bank est détenue par la famille Kamprad à travers le Ikano Group. Le Ikano Group est actif dans la finance, la gestion d'actifs, l'assurance, le commerce de détail et l'immobilier dans de nombreux pays.
En janvier 2009, la banque a changé de nom de Ikanobanken à Ikano Bank.